# Unidos do Porto da Pedra
Grêmio Recreativo Escola de Samba Unidos do Porto da Pedra (ou simplesmente Porto da Pedra) é uma escola de samba brasileira do município fluminense de São Gonçalo, que participa do Carnaval do Rio de Janeiro.
Criada no bairro de mesmo nome, transferiu sua quadra e sede para o bairro de Vila Lage durante muitos anos, até reinaugurar sua quadra original em dezembro de 2010.
A agremiação foi criada a partir de um time de futebol. No Rio, nunca conquistou o título de campeã do grupo principal. Já em São Gonçalo, foi campeã uma vez, no ano de 1982.

## História

### Início no futebol
Na década de 1970, existia um clube de futebol em São Gonçalo chamado Porto da Pedra Futebol Clube, ligado ao clube social Unidos do Porto da Pedra Social Clube, que disputava o Campeonato Gonçalense de Futebol, sendo campeão citadino em 1973. O clube possuía as cores vermelho e branco e reunia moradores do bairro. O clube de futebol se extinguiu nos anos 80, e tentou retornar em 2020 através de uma parceria com o Esporte Clube Atlético Carioca, porém sem sucesso.

### Escola de Samba
Entre os integrantes do clube de futebol, formou-se a ideia de formar um bloco de rua, que desfilou em 1975 e 1976 pelas ruas de São Gonçalo. Em 8 de março de 1978, o bloco do Porto da Pedra foi oficialmente registrado, adquirindo personalidade jurídica própria, sendo esta a data oficial de fundação da escola, então chamada Bloco Carnavalesco Porto da Pedra, então um bloco de enredo, que tinha como presidente Haroldo Moreira, entre seus fundadores, José Carlos Rodrigues, José Paulo de Oliveira Chaffin, Jorair Ferreira, Jorge Brum e Nilton Belomino Bispo.

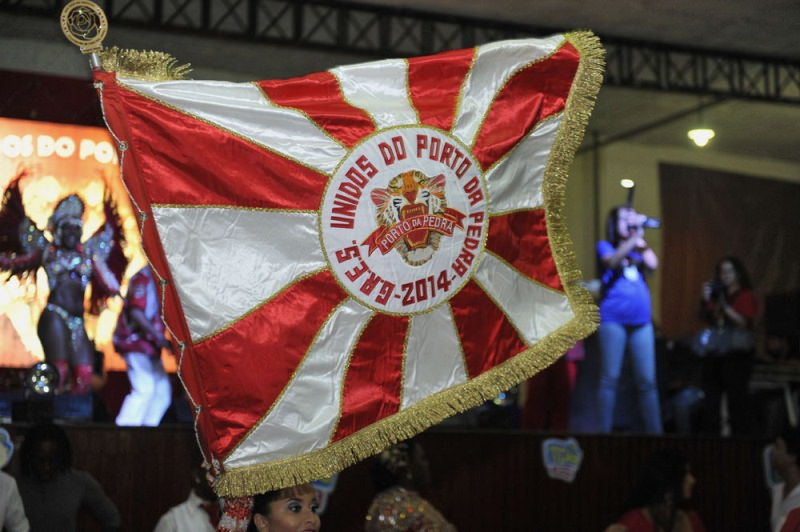
Final de samba-enredo da Porto da Pedra em 2015

Três anos depois, em 1981, o Porto da Pedra alcançou a categoria de escola de samba, onde desfilando no Grupo B do Carnaval de São Gonçalo, conquistou o vice-campeonato com o enredo "Mundo Infantil". No ano seguinte, já no Grupo A, com o enredo "No Reino da Fantasia", conquistou sua primeira vitória como escola de samba. Em 1983, não houve carnaval em São Gonçalo, e no ano seguinte, a escola obteve outro vice-campeonato.
A partir daí, a agremiação resolveu abandonar as competições, e apresentou-se somente em seu bairro durante muitos anos. Só conseguiu obter uma quadra de ensaios coberta, ainda que considerada pequena, no início da década de 1990. Com a ajuda de empresários e do sambista Jorginho do Império, a escola cresceu e em 1993 recebeu um convite para se apresentar no carnaval carioca, a Porto da Pedra recebeu um convite para se apresentar no chamado "Grupo de Acesso" do Rio de Janeiro, que nessa época ainda desfilava na Avenida Rio Branco, e era na realidade a quinta divisão do Carnaval.
Nessa época, por sugestão de Jorge Luiz Guinâncio, um de seus patronos, foi adotado o tigre como símbolo oficial, e a logomarca foi criada. Também no mesmo ano se iniciou a construção de uma nova quadra, inaugurada em 1994, ano em que com o enredo "Um novo sol do amanhã", a escola sagrou-se vice-campeã da quinta divisão carioca - última, à época - conquistando a ascensão.
Para o carnaval de 1995, devido a problemas políticos internos na AESCRJ, foi criada a LIESGA, que existiu somente por um Carnaval, mas que modificou os Grupos 1, 2, 3 e 4 para Grupos de acesso A, B, C, D e E. Apesar de haver correlação entre tais grupos, a ascensão e rebaixamento acabou não tendo sido respeitada, e a Porto da Pedra, naquele ano recebeu um convite de Paulo de Almeida, então dirigente da LIESGA, para se filiar à entidade, e assim participar do desfile do então "Grupo de acesso A", o que fez com que a escola pulasse automaticamente da quinta para a segunda divisão.
Com o enredo "Campo/Cidade, em busca de felicidade", A Porto da Pedra surpreendeu, classificando-se em primeiro lugar entre 19 escolas, e conseguindo pela primeira vez o acesso para o Grupo Especial.

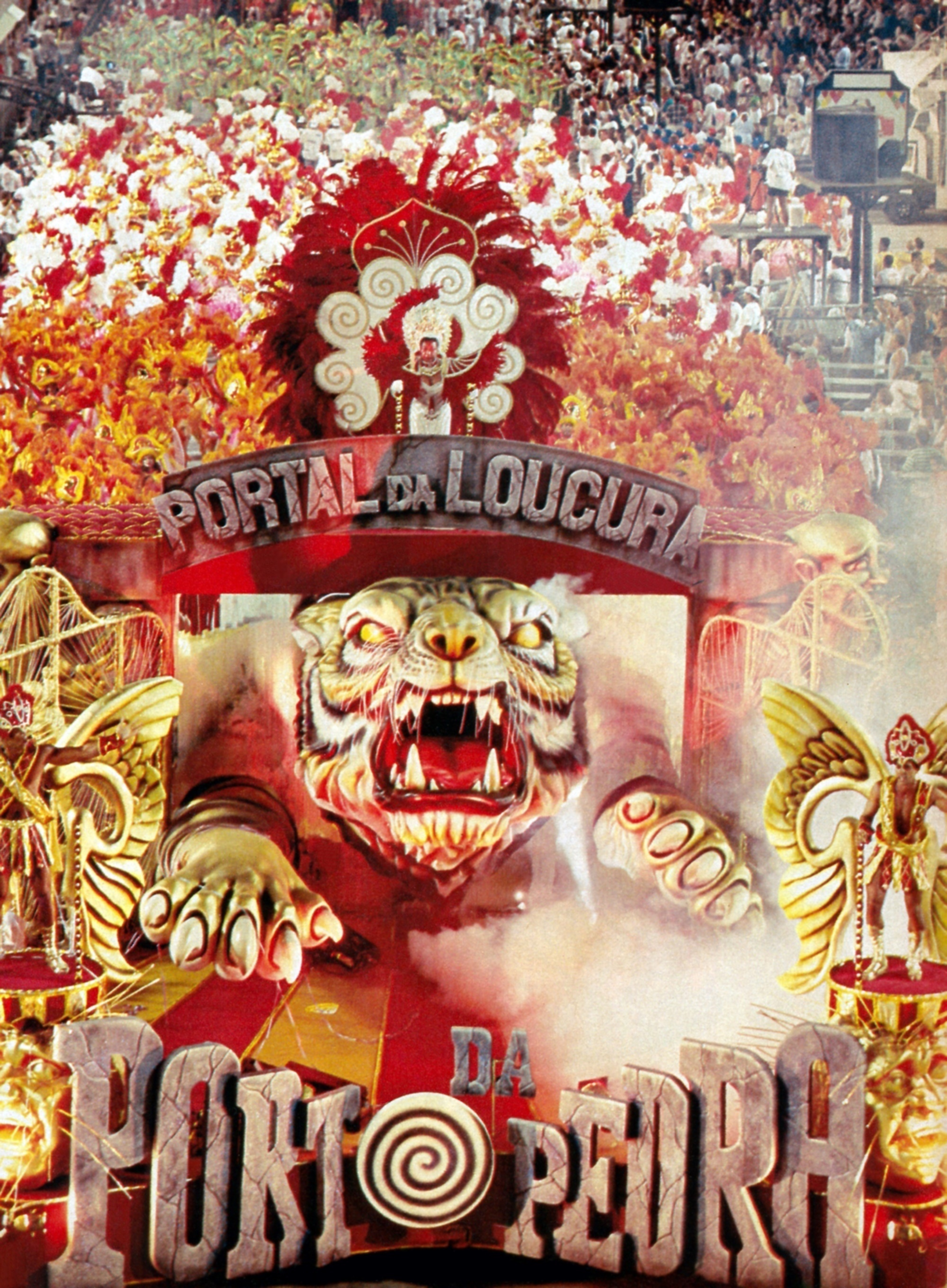
Porto da Pedra em 1997, quinta colocada no Grupo Especial

A partir de então, a escola foi a grande revelação da década. Nona entre 18 escolas em 1996, em 1997, a Porto da Pedra conseguiu um honroso quinto lugar que a colocou no desfile das campeãs. Naquele ano, a Porto da Pedra chegou ao sambódromo com um elogio à loucura. Em seu desfile, contou com a participação de pacientes e funcionários do hospital psiquiátrico Pinel, uma vez que o enredo escolhido foi "No reino da folia, cada louco com a sua mania", do carnavalesco Mauro Quintaes. Aquele ano, outra escola considerada mais tradicional, o Salgueiro, também falou sobre o mesmo tema, mas obteve classificação inferior.
A Porto da Pedra conseguiu causar um bom impacto na sua abertura com uma comissão de frente vestida de Napoleão e um abre-alas que mostrou o tigre, símbolo da agremiação, em meio ao “Portal da Loucura”. As primeiras fantasias mostraram os delírios de D. Maria I, a rainha louca, que também foi motivo de inspiração para o figurino das baianas. O segundo setor do desfile foi dedicado ao Fantasma da Ópera. Havia ainda os carros de Raul Seixas e do Menino Maluquinho. O bailarino Nijinsky foi o personagem principal do carro “Prelúdio do Entardecer de um Fauno”, no qual foi montada, em estilo “art nouveau”, uma réplica do palco do Teatro Parisiense. Os loucos varridos, criados por uma campanha publicitária da Comlurb, estrelada por Sônia Braga, para manter as ruas do Rio limpas, vieram em uma das alas da escola. O último setor do desfile foi dedicado ao Bispo do Rosário, personagem central do último carro. Destaque para a bateria de Dom Quixote e a ala das crianças de Menino Maluquinho.
No ano seguinte, a Porto da Pedra trouxe mais uma vez um polêmico enredo intitulado "Samba no pé e mãos ao alto, isto é um assalto", e que acabou não sendo bem recebido, cabendo à escola a última colocação entre 14 escolas, o que causou o surpreendente rebaixamento da então novata do Grupo Especial. A ideia de Mauro Quintaes após o primeiro ano da escola no Grupo Especial era fazer uma trilogia que homenageasse grupos marginalizados da sociedade: os loucos, os ladrões e as prostitutas. Porém, com o rebaixamento, o carnavalesco acabou demitido e sua proposta foi abandonada.
A Porto da Pedra ainda voltou ao grupo principal ao ser vice-campeã do Grupo A em 1999, porém só ficou um ano. Em 2001, vence novamente o Grupo de acesso e volta ao grupo de elite do samba carioca, onde permaneceu até 2012.

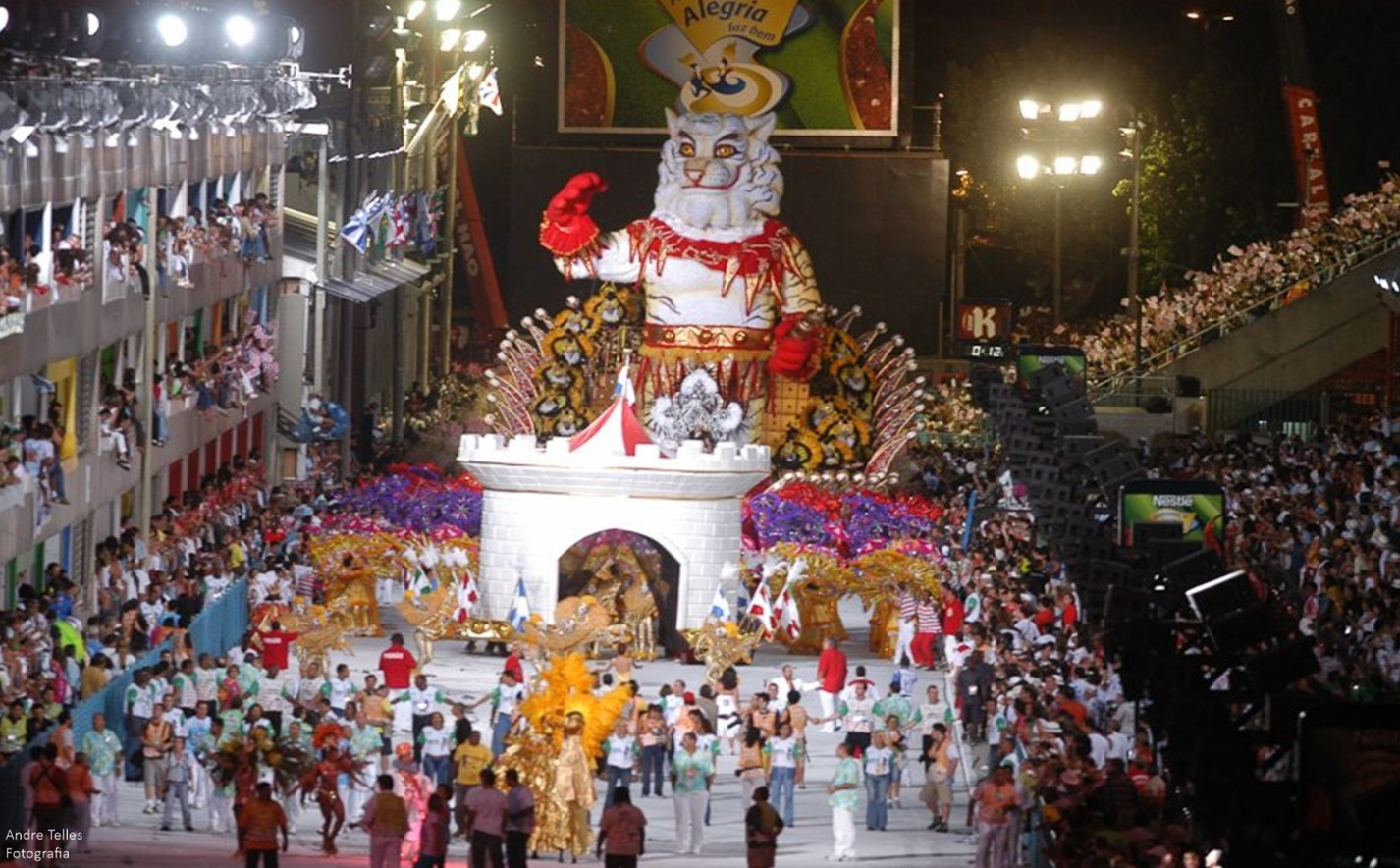
Porto da Pedra em 2005

Com destaque para o ano de 2005, quando conseguiu um 7º lugar com a reedição do enredo da sua escola-madrinha: União da Ilha "Festa Profana", uma releitura sob os olhares do carnavalesco Alexandre Louzada do carnaval de 1989 no qual a a escola Madrinha conseguiu um 3° lugar.
Em 2006, a escola apresenta o enredo "Bendita És Tu Entre as Mulheres do Brasil", falando das mulheres brasileiras e a mais alta divindade Ave Maria, Mãe de Cristo. No entanto, com problemas de harmonia e fantasias, a escola não emplacou bem como no ano anterior e conseguiu apenas um 12° lugar entre as 14 do campeonato daquele ano.
Já em 2007 tentando dar uma guinada, a escola investiu pesado começando pela contratação do exuberante e requintado carnavalesco Milton Cunha, no qual ficou responsável por elaborar o enredo “Preto-e-Branco A Cores”, que fez uma viagem pela história da África do Sul. Com 2.950 componentes entre eles, 250 baianas, até hoje a maior a passar pela Marquês de Sapucaí, a escola cantou um samba que pela crítica era considerado muito pesado e triste, tendo 9.9 de todas as cabines de jurados no qual passou o recado esperado porem não contagiando os componentes. Aos 52 minutos de desfile, um buraco consideravelmente grande foi aberto por uma entrada mal feita da bateria no momento da manobra para o segundo recuo, diante do terceiro módulo de jurados  prejudicando a escola no quesito harmonia tendo como menor nota 9.2 e maior nota 9.8. Mesmo com todo o investimento, a escola repete mais uma baixa colocação, finalizando a apuração em 10° lugar.

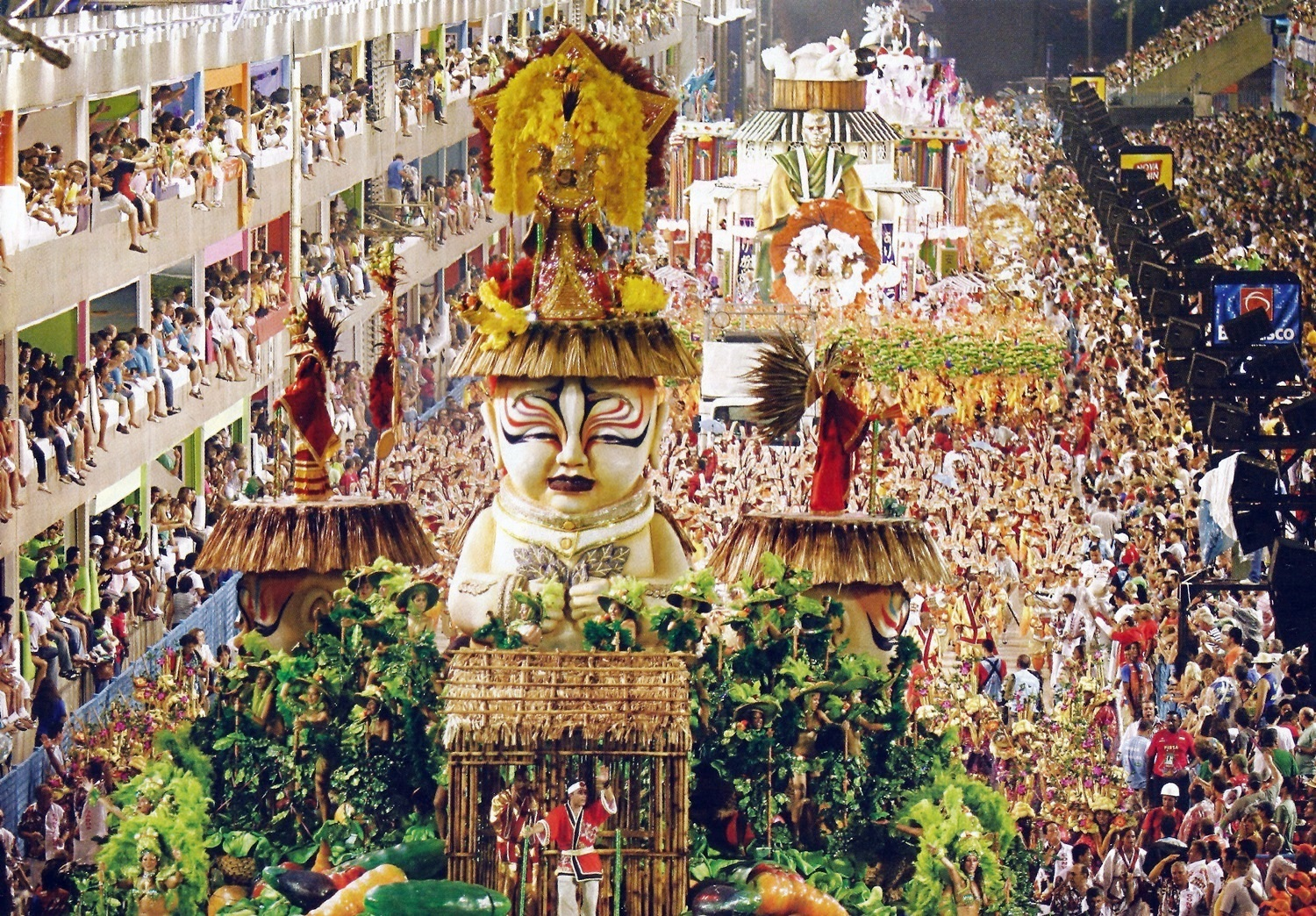
Em 2008, a Porto da Pedra apresentou os 100 anos de imigração japonesa no Brasil

Em 2008, a Porto da Pedra em comemoração dos 100 anos de imigração japonesa no Brasil, apresenta um desfile com o enredo: 100 anos de imigração japonesa no Brasil - Tem pagode no Maru, no qual exaltou grandes marcos da cultura nipônica no Brasil e relembrou momentos históricos da chegada do Kasato Maru ao Porto de Santos em 1908. Passando também pela culinária, moda e tecnologia japonesa e suas influências no Brasil. porém não agradou os jurados tendo apenas duas notas 10, uma em Samba-enredo e outra em Mestre Sala e Porta bandeira e por pouco não foi rebaixada ficando com o 11º lugar.
Para 2009, a escola, contrata o consagrado Max Lopes, que ficou oito anos a frente da Mangueira, já no seu 1º ano a frente da Porto da Pedra, falou sobre as mais diversas curiosidades típicas do ser humano. durante o desfile, enfrentou problemas, como a desacoplação de uma alegoria, que lhe custou 0,1 ponto. Tais problemas acabaram resultando em uma décima colocação.
Em 2010, apresentou o enredo "Com que roupa eu vou? Pro samba que você me convidou" do carnavalesco Paulo Menezes. O tigre, mascote da agremiação que sempre é esculpido no carro abre-alas, estava com boné e um piercing na língua, a fim de representar um enredo que retratava a moda da Idade da pedra aos dias de então. Naquele desfile, a escola teve problemas com a harmonia, devido à correria para não passar do tempo regulamentado (82 minutos). Novamente, repetiu a décima colocação.

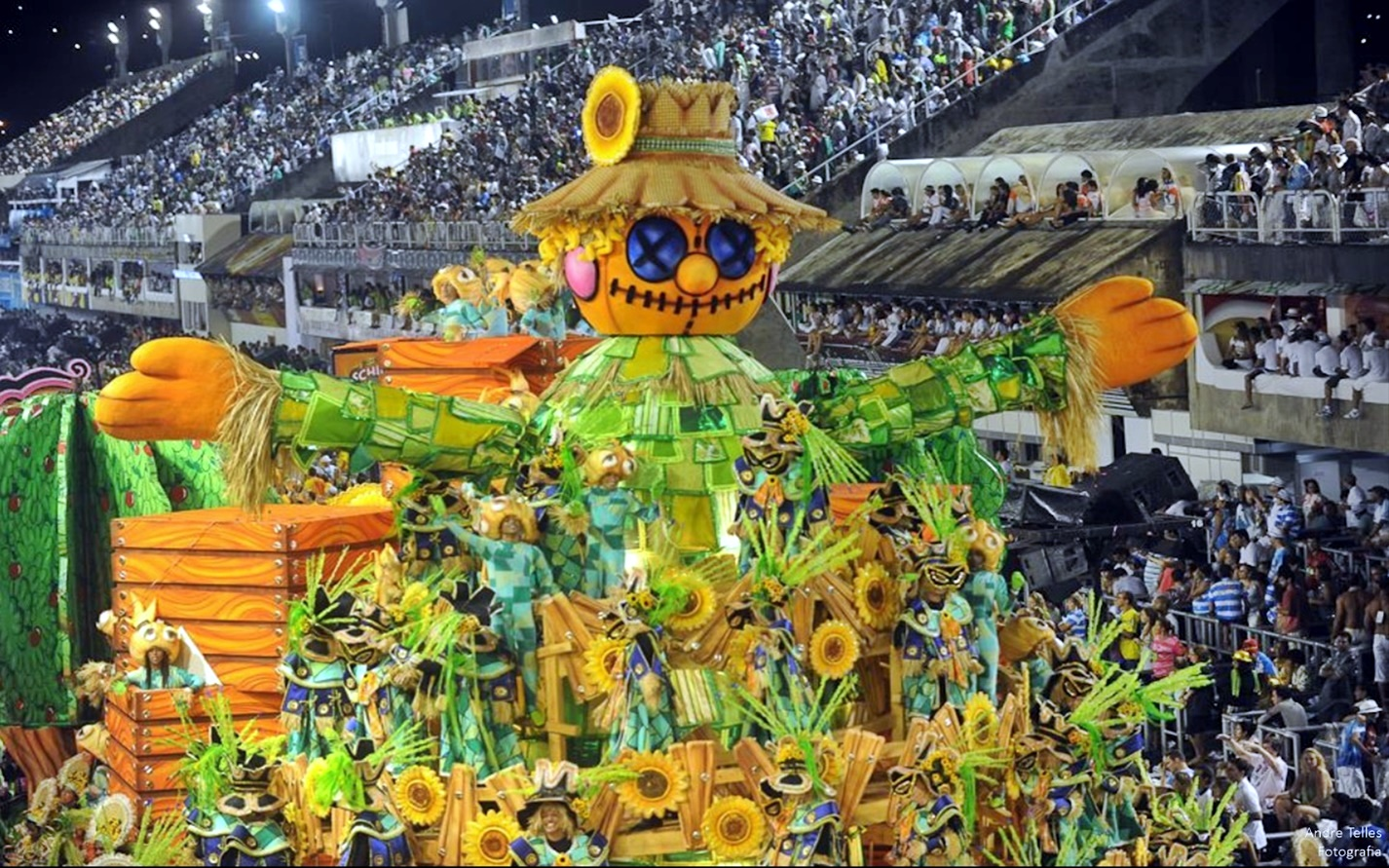
Porto da Pedra em 2011

No carnaval de 2011 apresentou o enredo sobre Maria Clara Machado, que foi desenvolvido novamente por Paulo Menezes, que já fez um enredo similar na União da Ilha, em 2003. Ainda nos preparativos para o carnaval, Uberlan Jorge de Oliveira renuncia ao cargo de presidente, devido a falta de apoio dos políticos locais a escola. O cargo foi passado para Francisco José Marins, que era diretor social. contando com apoio financeiro de familiares de um ex-presidente da agremiação. além do mais trouxe de volta Amauri de Oliveira pra diretor de carnaval e harmonia, onde esteve anteriormente na Viradouro e Vila Isabel. Ainda com problemas internos, a escola entra na Sapucaí com o Abre-alas totalmente apagado e fantasias desproporcionais causando uma má impressão durante o desfile. A agremiação terminou em 8° lugar de 9 escolas julgadas naquele ano, ficando a frente apenas da São Clemente que tirou apenas uma nota 10 durante toda a apuração. Após o carnaval, o intérprete Luizinho Andanças, que estava há 6 anos, se desligou da escola. entrando em seu lugar Wander Pires.
Em 2012, a escola trouxe Roberto Szaniecki como carnavalesco, que escolheu um enredo sobre o iogurte com patrocínio da Danone, um desfile no qual tinha um belo conjunto plástico em alegorias porém fantasias e harmonia prejudicaram a escola para que a escola fizesse um desfile frio e pouco animado. Mais tarde Szaniecki foi demitido na antevéspera da escolha do samba-enredo, entrando em seu lugar Jaime Cezário, que já foi carnavalesco da escola. A escola terminou seu carnaval em 12° Lugar, ficando assim em penúltimo lugar ficando sob avaliação da LIESA se a escola desceria juntamente com a Renascer de Jacarepaguá para o Grupo de Acesso pois naquele ano, haviam 13 escolas no Grupo Especial.
Em 2013, de volta ao Grupo de Acesso, trouxe Fábio Ricardo como seu carnavalesco, sendo que o mesmo também desenvolverá o carnaval da São Clemente na elite do carnaval carioca; e após Wander Pires ter deixado a escola a Porto traz Igor Vianna como seu novo intérprete oficial e tendo Janice Prist, como nova presidente da agremiação. que traz como enredo "Me digas o que calças, que eu te direis quem és". nem durou o mandato e após descobrir que não poderia ter condições de elaborar o desfile desse ano, Janice renunciou a presidência da escola, sendo presidida interinamente pelo conselho. e devido a incertezas sobre quem vai comandar, Rômulo Ramos também sairia da escola. mas permanece após conversas com o então vice-presidente Paulo Santana, assume o comando, onde ficou por pouco tempo. a escola que tá em meio a crise, inclusive perdendo o barracão, tem o então vereador de São Gonçalo: Fábio Montebelo, assumindo como presidente. e há menos de um mês do carnaval, trocou de carnavalesco. Com a saída de Fábio Ricardo, optando pelo artista plástico Leandro Valente, até então assessor de imprensa e diretor artístico da escola. A Escola foi a 9° colocada da série A, equivalente a segunda divisão do carnaval carioca.

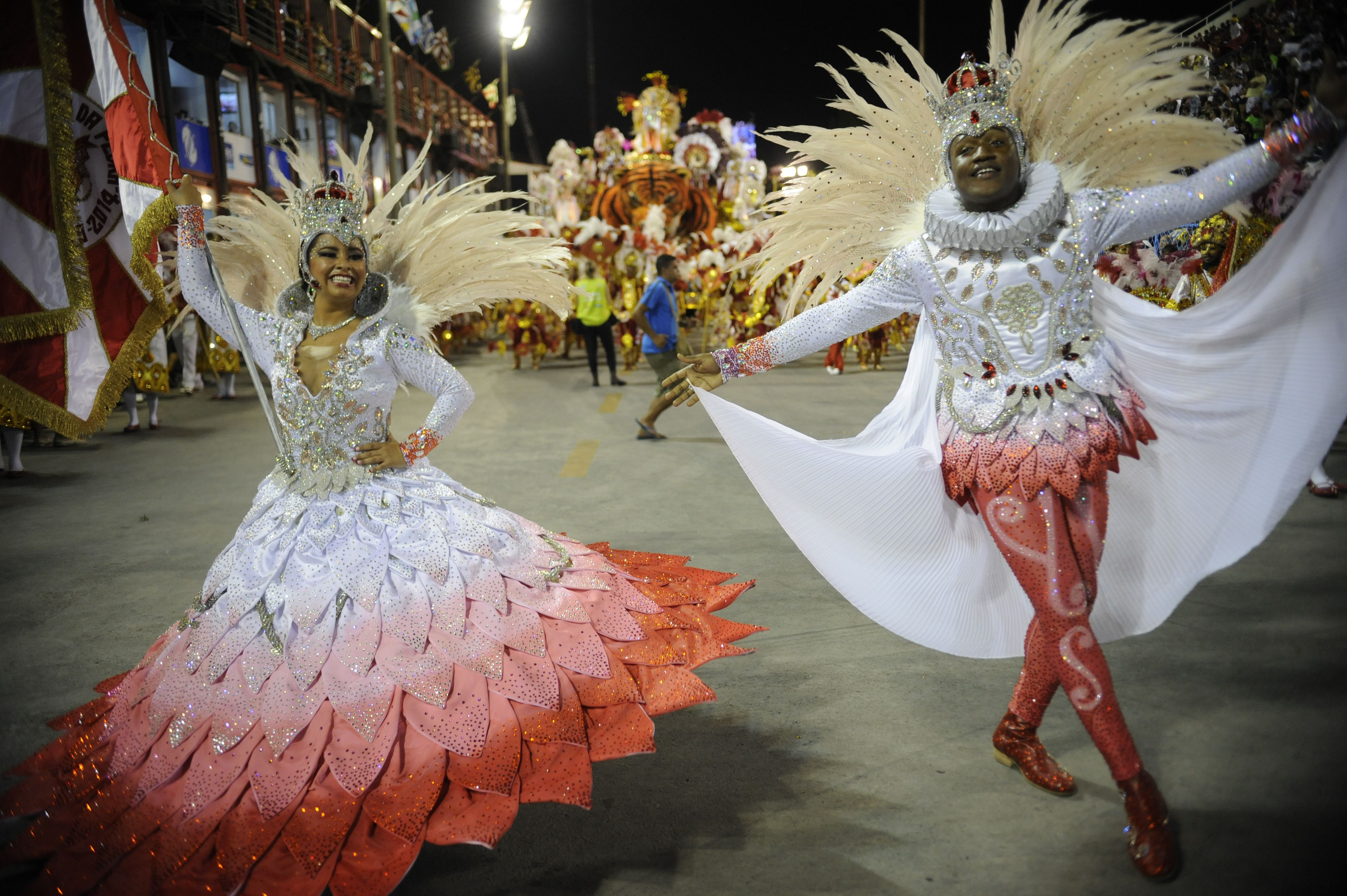
Porto da Pedra em 2014

Em 2014 a Porto da Pedra renovou com o carnavalesco Leandro Valente e apresentou o enredo autoral do artista: "Majestades do samba, os defensores do meu Pavilhão!", uma homenagem aos casais de mestre-sala e porta-bandeira e com uma elogiável apresentação na qual todos os casais das 12 escolas do Grupo Especial daquele ano marcaram presença no último carro. A escola obteve a 4° colocação.
Em 2015, com o enredo "Há uma luz que não se apaga" o tigre fez um desfile irregular, amargando o 11° lugar.

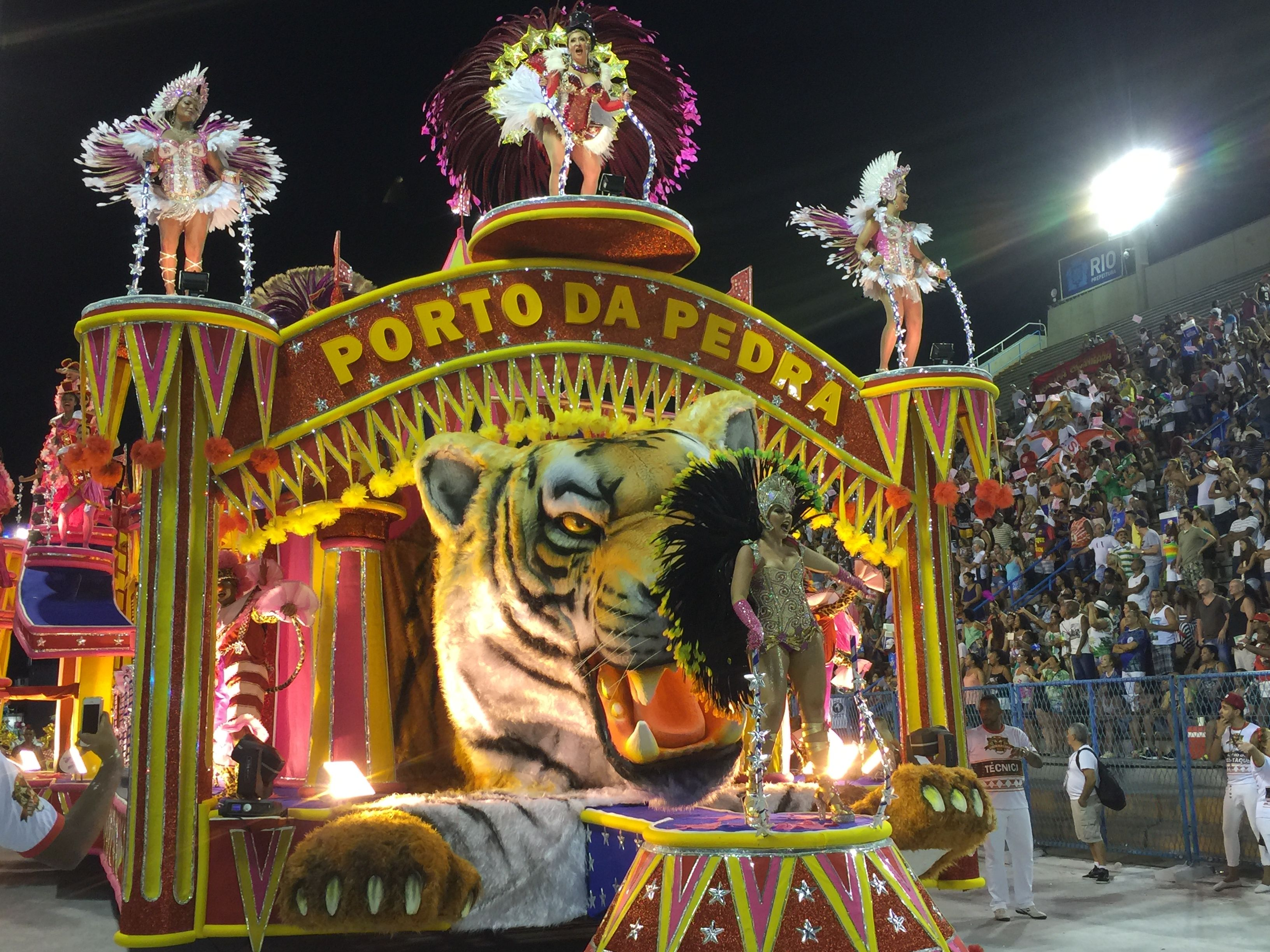
Desfile da Porto da Pedra em 2016

No desfile de 2016, a escola homenageou o centenário do palhaço Carequinha e com um desfile alegre obteve a 5° colocação no grupo de acesso.
Para 2017, anunciou o enredo "Ó Abre-alas que as Marchinhas vão passar! Porto da Pedra é quem vai ganhar… seu coração!" bem como as contratações de Mestre Pablo (ex-Viradouro) e da porta-bandeira Lucinha Nobre, que fará par com o estreante Marlon Lamar. Sendo uma das cotadas ao título durante o pré-carnaval, fez um desfile alegre, mas estacionou no quinto lugar.
Após o desfile de 2017 a escola perdeu alguns seguimentos em decorrência da contenção de gastos, entre eles o intérprete Anderson Paz e o casal Marlon Lamar e Lucinha Nobre. Na montagem da equipe para o desfile de 2018, a escola apostou em pratas da casa, como o novo casal de mestre-sala e porta-bandeira Rodrigo França e Cintya Santos e a nova rainha de bateria, Dany Storino. Para comandar o carro de som, a Porto da Pedra trouxe de volta após seis anos o intérprete Luizinho Andanças, sem escola desde 2016, quando esteve na Unidos de Padre Miguel.
Em 2018, o tigre fez uma homenagem as Rainhas do Rádio com o enredo "Rainhas do Rádio — Nas Ondas da Emoção, o Tigre Coroa as Divas da Canção"; fazendo uma bonita apresentação, a escola terminou em 3° lugar com 269 pontos e no ano seguinte repetiu a colocação em mais uma homenagem, dessa vez ao ator Antônio Pitanga com o enredo "Antônio Pitanga, Um negro em movimento".
Nos preparativos pra 2020 a escola troca de intérprete oficial, ao sair Luizinho Andanças e entrando Pitty di Menezes, e leva à avenida "O que é que a Baiana tem? Do Bonfim à Sapucaí", tema que homenageia as baianas e que foi definido antes da oficialização de Annik Salmon como carnavalesca da escola. A escola uma vez mais terminou com a terceira colocação.
No carnaval de 2022, a escola mantém a equipe e aposta mais uma vez na experiência do Diretor de Carnaval Aluízio Mendonça. Levou para a Marquês de Sapucaí o enredo “O Caçador que traz alegrias”, contando a trajetória de Mãe Stella de Oxóssi, e ficou com o vice-campeonato da Série Ouro.

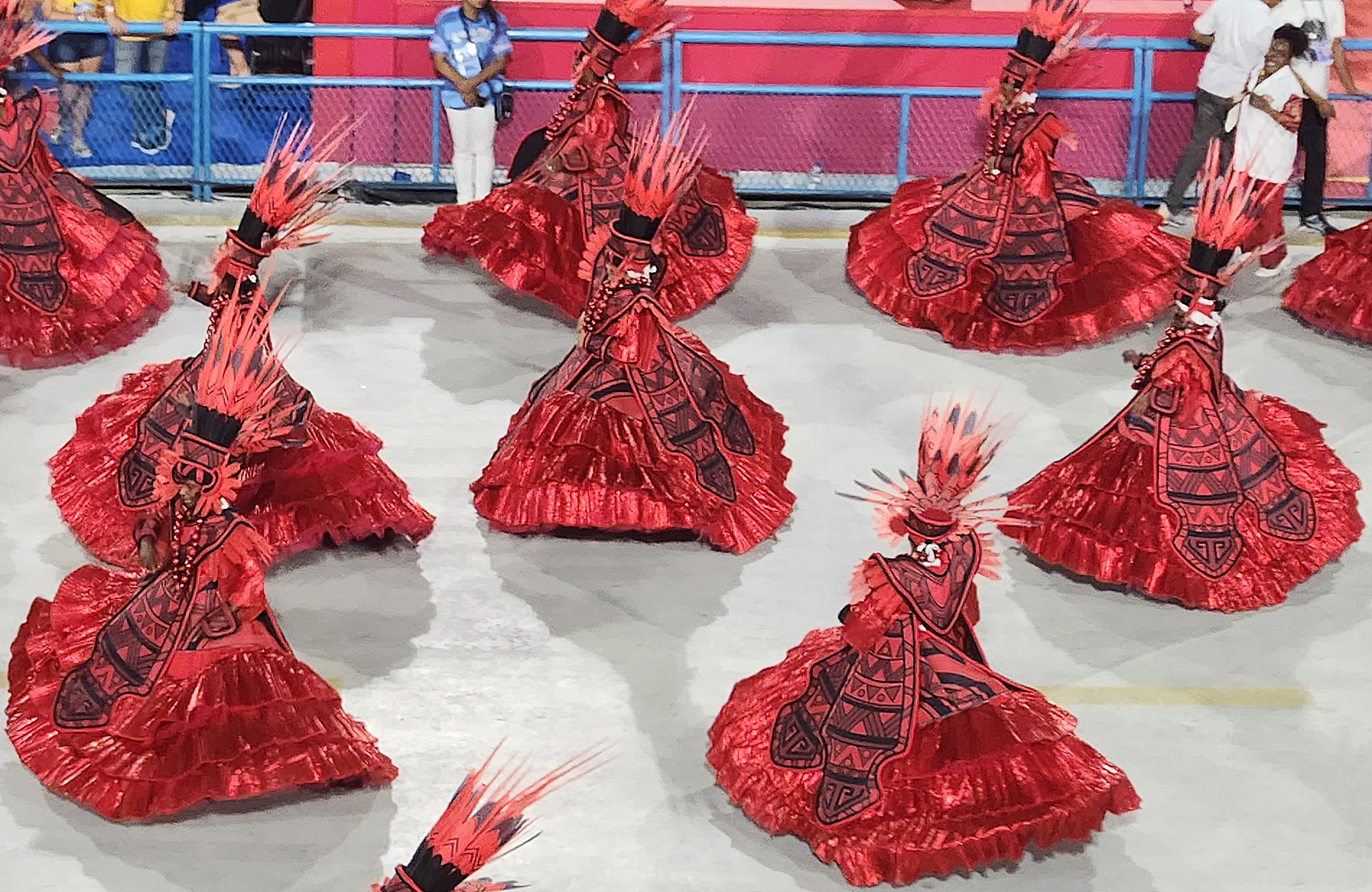
Baianas da escola em 2023

Nos preparativos para o desfile de 2023, a escola perde o intérprete Pitty de Menezes, contratado pela Imperatriz Leopoldinense, e a carnavalesca Annik Salmon, que se transferiu para a Mangueira. Para os respectivos postos, a escola contrata o experiente Nêgo e anuncia o retorno de Mauro Quintaes ao Tigre após mais de duas décadas. Com essas modificações, o Tigre de São Gonçalo (Rio de Janeiro) fez uma elogiada apresentação e foi consagrada campeã da Série Ouro de 2023, conquistando sua volta a elite do carnaval carioca após 12 anos. A escola trouxe como enredo "A Invenção da Amazônia", baseado no livro do escritor francês Júlio Verne "A Jangada: 800 léguas pelo Amazonas". O carro abre-alas trouxe a jangada de Verne com elementos futuristas, a comissão de frente representou a mãe natureza chorando sangue, trazendo uma mensagem ambientalista para a avenida.
- 2024: "Lunário Perpétuo - A Profética do Saber Popular"

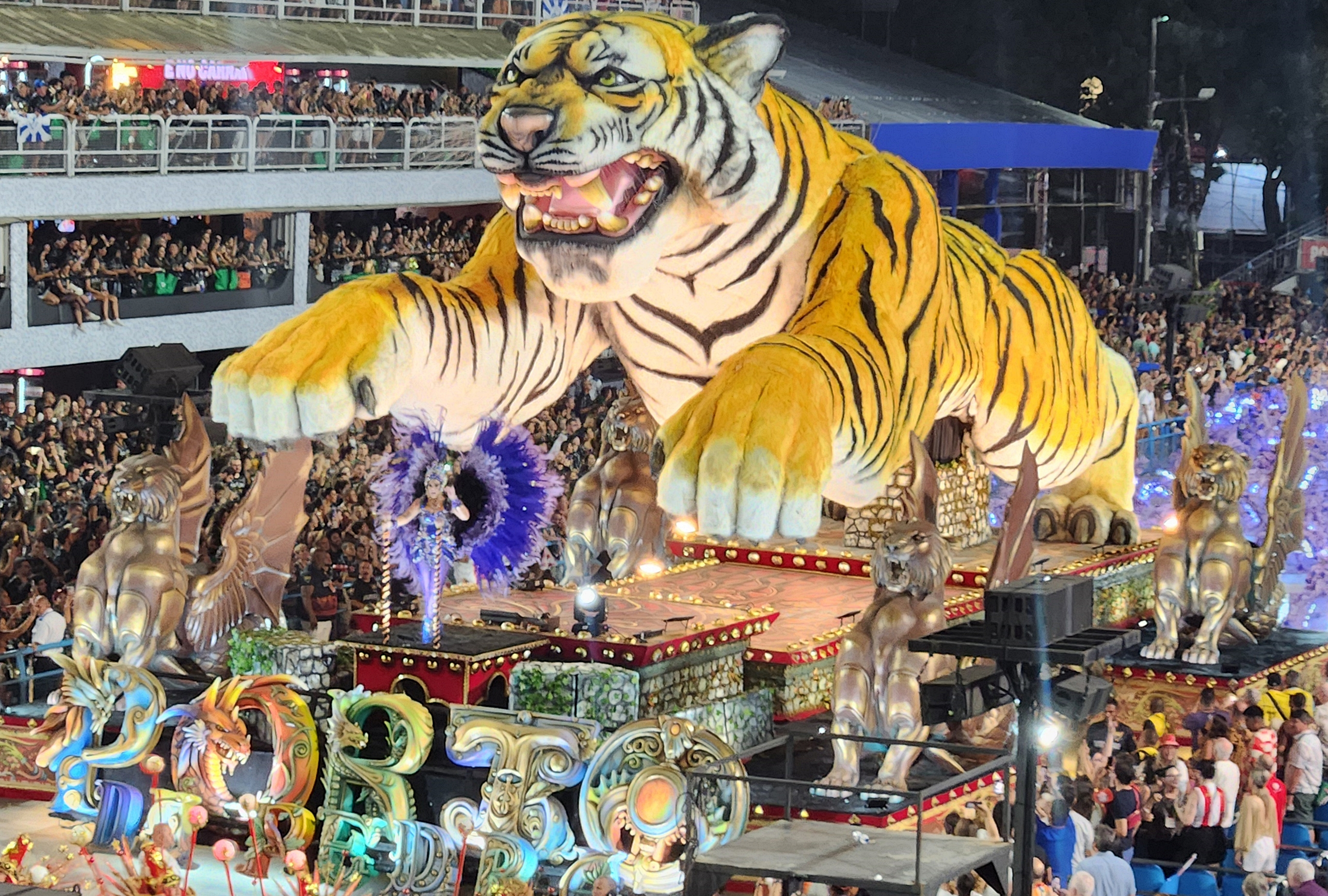
O tigre de 22 metros do Porto da Pedra em 2024.

Para o carnaval de 2024, a Porto da Pedra fez diversas mudanças em sua equipe. O intérprete Wantuir, retornou a escola após 26 anos, substituindo Nêgo. Denadir Garcia substituiu a porta-bandeira Laryssa Victória. Amauri de Oliveira retornou a escola, assumindo a direção de harmonia. Junior Scapin substituiu Paulo Pinna na Comissão de Frente. O carnavalesco Mauro Quintaes desenvolveu um enredo sobre o Lunario Perpetuo, um almanaque ilustrado com xilogravuras composto por Jerónimo Cortés, publicado na Espanha em 1594 e reeditado inúmeras vezes ao longo de séculos, com variações em seu título e conteúdo. Foi publicado em português pela primeira vez em 1703, se tornando muito popular no Brasil. Devido ao seu retorno ao Grupo Especial, a subvenção paga à escola pela prefeitura de São Gonçalo mais que dobrou, passando de R$ 700 mil para R$ 1,5 milhão. A Porto da Pedra foi a primeira agremiação a se apresentar pelo Grupo Especial de 2024. O desfile ficou marcado por um acidente com a última alegoria, que bateu na grade de proteção do sambódromo ao fazer a curva para entrar na Marquês de Sapucaí. O veículo atingiu uma mulher, que sofreu escoriações. A alegoria ficou presa na grade e precisou ter uma parte quebrada para que pudesse se locomover corretamente. Enquanto diretores tentavam solucionar o problema, alas a frente da alegoria andaram, abrindo um grande espaço (buraco), comprometendo o quesito Evolução. No final do desfile, componentes precisaram acelerar o ritmo para não ultrapassar o tempo máximo de apresentação. A escola também teve problema de acabamento em seu carro abre-alas, que desfilou com uma parte quebrada. Um dos destaques do desfile foi a Comissão de Frente, que utilizou truques de ilusionismo com hologramas e uma componente "levitando" presa pelo cabelo. O tradicional tigre do Porto da Pedra tinha 22 metros de altura e oito metros de comprimento, sendo o maior da história da escola até então. Na última alegoria, desfilou o ator, dançarino e instrumentista pernambucano Antônio Nóbrega, homenageado no enredo. Especialistas destacaram o conjunto alegórico, grande e luxuoso, mas apontaram que os problemas de alegoria e evolução credenciavam a escola ao rebaixamento. No julgamento oficial do carnaval, a escola recebeu apenas três notas máximas (10), uma em Alegorias e duas em Samba-Enredo, quesito em que teve seu melhor desempenho. Confirmando as expectativas, a escola se classificou em último lugar, com oito décimos de diferença para a penúltima colocada, sendo rebaixada de volta para a segunda divisão.
- 2025: "A História Que a Borracha do Tempo Não Apagou"

Com a saída de Denadir Garcia, Pietra Brum foi promovida à primeira porta-bandeira aos 16 anos de idade. Aluízio Mendonça passou a acumular a função de diretor de harmonia, dividindo o posto com Luiz Borges. Andrea de Andrade foi escolhida como nova rainha de bateria, substituindo Tati Minerato. O enredo escolhido para 2025 foi "A História Que a Borracha do Tempo Não Apagou", sobre o ciclo da borracha e a cidade abandonada de Fordlândia. Diferente dos anos anteriores, a prefeitura de São Gonçalo atrasou o repasse de verba para a escola, ocasionando o cancelamento de ensaios de rua previamente anunciados. Especialistas elogiaram o desfile da escola, apontando-a entre as favoritas ao campeonato. Wantuir foi o intérprete mais premiado do ano na Série Ouro. No julgamento oficial do carnaval, a Porto da Pedra se classificou em terceiro lugar. Após o desfile, o coreógrafo Junior Scapin e a porta-bandeira Pietra Brum se desligaram da agremiação.

## Carnavais
| Legenda: * Sem informação disponível |

| Unidos do Porto da Pedra                                    | Unidos do Porto da Pedra                                    | Unidos do Porto da Pedra                                    | Unidos do Porto da Pedra | Unidos do Porto da Pedra                                    | Unidos do Porto da Pedra |
| Ano                                                         | Colocação                                                   | Divisão                                                     | Enredo | Carnavalesco(a)                                             | Ref.                     |
| ----------------------------------------------------------- | ----------------------------------------------------------- | ----------------------------------------------------------- | --- | ----------------------------------------------------------- | ------------------------ |
| 1979                                                        | Campeão                                                     | Blocos-SG                                                   | "Festa Junina" | *                                                           | [ 4 ]                    |
| 1980                                                        | Campeão                                                     | Blocos-SG                                                   | "Estação do Ano" | *                                                           | [ 4 ]                    |
| 1981                                                        | Vice-campeã (Promovida)                                     | Grupo B-SG (segunda divisão)                                | "Mundo Infantil" | *                                                           | [ 4 ]                    |
| 1982                                                        | Campeã                                                      | Grupo A-SG (primeira divisão)                               | "No Reino da Fantasia" | *                                                           | [ 4 ]                    |
| 1983                                                        | Não houve carnaval em São Gonçalo                           | Não houve carnaval em São Gonçalo                           | Não houve carnaval em São Gonçalo | Não houve carnaval em São Gonçalo                           | [ 4 ]                    |
| 1984                                                        | Vice-campeã                                                 | Grupo A-SG (primeira divisão)                               | "Domingo na Praça" | *                                                           | [ 4 ]                    |
| Entre 1985 e 1993, desfilou somente no bairro, sem competir | Entre 1985 e 1993, desfilou somente no bairro, sem competir | Entre 1985 e 1993, desfilou somente no bairro, sem competir | Entre 1985 e 1993, desfilou somente no bairro, sem competir | Entre 1985 e 1993, desfilou somente no bairro, sem competir | [ 4 ]                    |
| 1994                                                        | Vice-campeã (Promovida)                                     | Desfile de Avaliação                                        | "Novo Sol do Amanhã" (Compositores do samba: Elmo Borges, Gelsinho e Gilberto Barros) | *                                                           | [ 4 ] [ 39 ]             |
| 1995                                                        | Campeã (Promovida)                                          | Grupo A (segunda divisão)                                   | "Campo, Cidade em Busca da Felicidade" (Compositores do samba: Elmo Borges, Oswaldo Barba, Zacarias e Jorge Quentinho) | Mauro Quintaes                                              | [ 4 ]                    |
| 1996                                                        | 9.º Lugar                                                   | Especial (primeira divisão)                                 | "A Folia no Mundo - Um Carnaval dos Carnavais" (Compositores do samba: Billy Boy, César Reis e Élio Sabino) | Mauro Quintaes                                              | [ 4 ]                    |
| 1997                                                        | 5.º Lugar                                                   | Especial (primeira divisão)                                 | "No Reino da Folia, Cada Louco com Sua Mania" (Compositores do samba: Vadinho, Carlinho e Pinto) | Mauro Quintaes                                              | [ 4 ]                    |
| 1998                                                        | 13.º Lugar (Rebaixada)                                      | Especial (primeira divisão)                                 | "Samba no Pé e Mãos ao Alto, Isto É Um Assalto!" (Compositores do samba: David Souza, Fábio Costa, Francisco, William e Wagner) | Mauro Quintaes                                              | [ 4 ]                    |
| 1999                                                        | Vice-campeã (Promovida)                                     | Grupo A (segunda divisão)                                   | "E na Farofa do Confete Tem Limão, Tem Serpentina..." (Compositores do samba: Osvaldo Barba, Manoelzinho Madrugada, Evaldo, Aloísio, Heron, Laudelino, Soares e Helvecio Sabiá) | Gilberto Muniz                                              | [ 4 ]                    |
| 2000                                                        | 14.º Lugar (Rebaixada)                                      | Especial (primeira divisão)                                 | "Ordem, Progresso, Amor e Folia no Milênio da Fantasia" (Compositores do samba: Silvão, Ricardo Goés, Ronaldo Soares, Chocolate e Fernando de Lima) | Jaime Cezário                                               | [ 4 ]                    |
| 2001                                                        | Campeã                                                      | Grupo A (segunda divisão)                                   | "Um Sonho Possível: Crescer e Viver Agora É Lei" (Compositores do samba: Hugo Leal e Flávio Lauria) | Cahê Rodrigues                                              | [ 4 ]                    |
| 2002                                                        | 11.º Lugar                                                  | Especial (primeira divisão)                                 | "Serra Acima, Rumo à Terra dos Coroados" (Compositores do samba: Evaldo Melodia, Ernesto do Cavaco e Beto Grande) | Cahê Rodrigues                                              | [ 4 ]                    |
| 2003                                                        | 11.º Lugar                                                  | Especial                                                    | "Os Donos da Rua, Um Jeitinho Brasileiro de Ser" (Compositores do samba: Jorge Remédio, Paulinho Freitas e Luiz Pessanha) | Mário Borriello                                             | [ 4 ]                    |
| 2004                                                        | 11.º Lugar                                                  | Especial                                                    | "Sou Tigre, Sou Porto, da Pedra à Internet: O Mensageiro na História da Vida do Leva e Traz" (Compositores do samba: Jorge Remédio, Paulinho Freitas e Luiz Pessanha) | Alexandre Louzada                                           | [ 4 ]                    |
| 2005                                                        | 7.º Lugar                                                   | Especial                                                    | "Carnaval - Festa Profana" (Reedição do enredo de 1989 da União da Ilha) (Compositores do samba: J. Brito, Bujão e Franco) | Alexandre Louzada                                           | [ 4 ] [ 2 ]              |
| 2006                                                        | 12.º Lugar                                                  | Especial                                                    | "Bendita És Tu Entre as Mulheres do Brasil" (Compositores do samba: Vadinho, Bento e Fernando Macaco) | Cahê Rodrigues                                              | [ 4 ]                    |
| 2007                                                        | 10.º Lugar                                                  | Especial                                                    | "Preto e Branco a Cores" (Compositores do samba: David Souza, Fábio Costa, Francisco, William e Wagner) | Milton Cunha                                                | [ 4 ]                    |
| 2008                                                        | 11.º Lugar                                                  | Especial                                                    | "100 Anos de Imigração Japonesa no Brasil - Tem Pagode no Maru" (Compositores do samba: David de Souza, Fábio Costa e Carlos Júnior) | Mário Borriello                                             | [ 4 ]                    |
| 2009                                                        | 10.º Lugar                                                  | Especial                                                    | "Não me Proíbam Criar, pois Preciso Curiar! Sou o País do Futuro e Tenho Muito a Inventar!" (Compositores do samba: Fábio Costa, David de Souza e André Felix) | Max Lopes                                                   | [ 4 ]                    |
| 2010                                                        | 10.º Lugar                                                  | Especial                                                    | "Com que Roupa Eu Vou? Pro Samba que Você Me Convidou" (Compositores do samba: Bira, Porkinho e Heitor Costa) | Paulo Menezes                                               | [ 4 ]                    |
| 2011                                                        | 8.º Lugar                                                   | Especial                                                    | "O Sonho Sempre Vem pra Quem Sonhar..." (Compositores do samba: Bira, Porkinho e Diego Ferreiro) | Paulo Menezes                                               | [ 40 ] [ 4 ]             |
| 2012                                                        | 12.º Lugar (Rebaixada)                                      | Especial (primeira divisão)                                 | "Da Seiva Materna ao Equilíbrio da Vida" (Compositores do samba: Bento, Cici Maravilha, Denil, Fernando Macaco, Oscar Bessa, Tião Califórnia e Vadinho) | Jaime Cezário                                               | [ 4 ] [ 41 ]             |
| 2013                                                        | 9.º Lugar                                                   | Série A (segunda divisão)                                   | "Me Digas o que Calças, que Eu Te Direis Quem És" (Compositores do samba: Bira, Duda SG, Márcio Rangel, Miguelzinho, Porkinho e Wilson Bizzar) | Leandro Valente                                             | [ 4 ] [ 42 ] [ 43 ]      |
| 2014                                                        | 4.º Lugar                                                   | Série A (segunda divisão)                                   | "Majestades do Samba, os Defensores do Meu Pavilhão" (Compositores do samba: Bira, Marcio Rangel, Wilson Bizzar, Eric Costa, Alexandre Villela e Duda SG) | Leandro Valente                                             | [ 4 ] [ 44 ]             |
| 2015                                                        | 11.º Lugar                                                  | Série A (segunda divisão)                                   | "Há Uma Luz que Não Se Apaga" (Compositores do samba: Dudu Nobre, Ricardo Neves, Evaldo, Lequinho, Floriano do Caranguejo, Jedir Brisa, Miltinho, Manolo e Diego Tavares) | Wagner Gonçalves                                            |                          |
| 2016                                                        | 5.º Lugar                                                   | Série A (segunda divisão)                                   | "Palhaço Carequinha: Paixão e Orgulho de São Gonçalo! Tá Certo ou não Tá?" (Compositores do samba: Porkinho, Kiko Ribeiro, Vitor Gabriel, Daniel Katar, Marcio Souza, Wilson Bizzar, Willian do Barreto e Flavinho Segal) | Jaime Cezário                                               |                          |
| 2017                                                        | 5.º Lugar                                                   | Série A (segunda divisão)                                   | "Ó Abre-alas que as Marchinhas Vão Passar! Porto da Pedra É Quem Vai Ganhar... Seu Coração!" (Compositores do samba: Bira, Márcio Rangel, Alexandre Villela, Eric Costa, Paulo Borges, Adelyr, Oscar Bessa, Rafael Raçudo e Bruno Soares) | Jaime Cezário                                               | [ 45 ] [ 46 ] [ 47 ]     |
| 2018                                                        | 3.º Lugar                                                   | Série A (segunda divisão)                                   | "Rainhas do Rádio - Nas Ondas da Emoção, o Tigre Coroa as Divas da Canção!"(Compositores do samba: Bira, Oscar Bessa, Duda SG, Márcio Rangel, Alexandre Villela, Guilherme Aguiar, Adelyr, Bruno Soares e Rafael Raçudo) | Jaime Cezário                                               | [ 48 ]                   |
| 2019                                                        | 3.º Lugar                                                   | Série A (segunda divisão)                                   | "Antônio Pitanga, Um Negro em Movimento" (Compositores do samba: Bira, Claudinho Guimarães, Duda SG, Marcio Rangel, Alexandre Villela, Guilherme Aguiar, Adelyr, Bruno Soares, Rafael Raçudo, Paulo Borges, Eric Costa e Oscar Bessa) | Jaime Cezário                                               | [ 49 ]                   |
| 2020                                                        | 3.º Lugar                                                   | Série A (segunda divisão)                                   | "O Que É Que a Baiana Tem? Do Bonfim à Sapucaí" (Compositores do samba: Fernando Macaco, Raphael Richaid, Ricardo Neves, Bebeto Maneiro, Ludson Areia, Jarrão, Renan Gêmeo, Rodrigo Gêmeo, Carlinhos Viradouro, Marco Moreno, Márcio Rangel, Oscar Bessa, Bruno Soares, Cláudio Mattos, Rafael Raçudo, Bira, Alexandre Villela, Eric Costa, Pablo Russo, Claudinho Guimarães, Carlos Soares e Adelyr) | Annik Salmon                                                | [ 50 ]                   |
| 2021                                                        | Não houve desfile devido a pandemia de Covid-19             | Não houve desfile devido a pandemia de Covid-19             | Não houve desfile devido a pandemia de Covid-19 | Não houve desfile devido a pandemia de Covid-19             | [ 51 ]                   |
| 2022                                                        | Vice-campeã                                                 | Série Ouro (segunda divisão)                                | "O Caçador que Traz Alegrias" (Compositores do samba: Obá Adriano Abiodun, Guga Martins, Passos Júnior, Abílio Jr., Nando Tavares, Wagner Rodrigues, Clairton Fonseca, Leandro Gaúcho e Ailson Picanço) | Annik Salmon                                                | [ 52 ]                   |
| 2023                                                        | Campeã (Promovida)                                          | Série Ouro (segunda divisão)                                | "A Invenção da Amazônia" (Compositores do samba: Vadinho, Zé Alex, Robinho Porto, Karina Porto, Rejane França, Claudinha Sing, Pedro Dentinho, Arnaldo Bigode, Celinho, Baiano, Marcão e Fábio LS) | Mauro Quintaes                                              | [ 53 ]                   |
| 2024                                                        | 12.º Lugar (Rebaixada)                                      | Especial (primeira divisão)                                 | "Lunário Perpétuo - A Profética do Saber Popular" (Compositores do samba: Guga Martins, Passos Júnior, Gustavo Clarão, Lucas Macedo, Leandro Gaúcho, Clairton Fonseca, Richard Valença, Gigi da Estiva, Abílio Jr., Marquinho Paloma, Cristiano Teles e Ailson Picanço) | Mauro Quintaes                                              | [ 54 ]                   |
| 2025                                                        | 3.º Lugar                                                   | Série Ouro (segunda divisão)                                | "A História que a Borracha do Tempo Não Apagou" (Compositores do samba: Guga Martins, Passos Júnior, Gustavo Clarão, Cristiano Teles, Cadu Cardoso, Wendel Uchôa, Abílio Jr., Marcelo Moraes, Tangerina, Marquinho Paloma, Leandro Gaúcho e Ailson Picanço.) | Mauro Quintaes                                              | [ 55 ]                   |
| 2026                                                        |                                                             | Série Ouro (segunda divisão)                                | "Das Mais Antigas da Vida, o Doce e Amargo Beijo da Noite" (Compositores do samba: Bira, Rafael Raçudo, Oscar Bessa, Márcio Rangel, Eric Costa, Fernando Macaco, Miguelzinho, Jarrão, Rafael Gigante, Vinicius Ferreira e Pierre Porto) | Mauro Quintaes                                              | [ 56 ]                   |

## Títulos
| Títulos da Porto da Pedra no Carnaval do Rio de Janeiro | Títulos da Porto da Pedra no Carnaval do Rio de Janeiro | Títulos da Porto da Pedra no Carnaval do Rio de Janeiro | Títulos da Porto da Pedra no Carnaval do Rio de Janeiro | Títulos da Porto da Pedra no Carnaval do Rio de Janeiro |
| ------------------------------------------------------- | ------------------------------------------------------- | ------------------------------------------------------- | ------------------------------------------------------- | ------------------------------------------------------- |
| Divisão                                                 | Divisão                                                 | Títulos                                                 | Carnavais                                               | Referência                                              |
|                                                         | Segunda Divisão do Rio de Janeiro                       | 3                                                       | 1995, 2001, 2023                                        | [ 57 ] [ 58 ]                                           |
|                                                         | Primeira Divisão de São Gonçalo                         | 1                                                       | 1982                                                    | [ 5 ] [ 4 ]                                             |
|                                                         | Blocos de São Gonçalo                                   | 2                                                       | 1979 e 1980                                             | [ 5 ] [ 4 ]                                             |

## Premiações

### Estandarte de Ouro
| Estandartes de Ouro do GRES Unidos do Porto da Pedra | Estandartes de Ouro do GRES Unidos do Porto da Pedra | Estandartes de Ouro do GRES Unidos do Porto da Pedra | Estandartes de Ouro do GRES Unidos do Porto da Pedra |
| Categoria                                            | Total                                                | Ano                                                  | Referência                                           |
| ---------------------------------------------------- | ---------------------------------------------------- | ---------------------------------------------------- | ---------------------------------------------------- |
| Escola (Grupo 2)                                     | 2                                                    | 2023, 2025                                           | [ 59 ]                                               |
| Enredo                                               | 1                                                    | 1997                                                 | [ 60 ]                                               |
| Porta-bandeira                                       | 1                                                    | 2008                                                 | [ 61 ]                                               |
| Ala                                                  | 1                                                    | 2005                                                 | [ 62 ]                                               |
| Ala das baianas                                      | 1                                                    | 1996                                                 | [ 63 ]                                               |
| Passista feminino                                    | 2                                                    | 2006, 2009                                           | [ 64 ]                                               |
| Passista masculino                                   | 1                                                    | 2003                                                 | [ 65 ]                                               |
| Revelação                                            | 2                                                    | 1996 e 2024                                          | [ 66 ] [ 67 ]                                        |
| Personalidade                                        | 1                                                    | 2008                                                 | [ 68 ]                                               |

### Outros prêmios
Outros prêmios recebidos pelo GRES Unidos do Porto da Pedra.
| Ano  | Prêmio                  | Categoria / premiados | Divisão        | Ref.           |
| ---- | ----------------------- | --- | -------------- | -------------- |
| 1999 | S@mba-Net               | Conjunto alegórico | Grupo A        | [ 69 ]         |
| 1999 | S@mba-Net               | Ala (Bloco de sujo) | Grupo A        | [ 69 ]         |
| 2001 | S@mba-Net               | Alegoria (4.º carro - "Hoje tem marmelada? Tem sim senhor!") | Grupo A        | [ 70 ]         |
| 2001 | S@mba-Net               | Conjunto alegórico | Grupo A        | [ 70 ]         |
| 2001 | S@mba-Net               | Conjunto de fantasias | Grupo A        | [ 70 ]         |
| 2001 | S@mba-Net               | Ala das baianas | Grupo A        | [ 70 ]         |
| 2001 | S@mba-Net               | Destaque de luxo (Marcelo de Almeida – Fantasia: "O circo está em festa") | Grupo A        | [ 70 ]         |
| 2003 | Tamborim de Ouro        | Ala mirim | Grupo Especial | [ 71 ]         |
| 2004 | Troféu Jorge Lafond     | Diretor de bateria (Mestre Marcinho) | Grupo Especial | [ 72 ]         |
| 2004 | Troféu Jorge Lafond     | Ala das baianas | Grupo Especial | [ 72 ]         |
| 2005 | S@mba-Net               | Ala de passistas | Grupo Especial | [ 73 ]         |
| 2005 | Plumas & Paetês         | Figurinista (Alexandre Louzada) | Grupo Especial | [ 74 ]         |
| 2007 | Plumas & Paetês         | Pintor (Puchinely) | Grupo Especial | [ 75 ]         |
| 2008 | Estrela do Carnaval     | Intérprete (Luizinho Andanças) | Grupo Especial | [ 76 ]         |
| 2008 | Troféu Rádio Manchete   | Intérprete (Luizinho Andanças) | Grupo Especial | [ 77 ]         |
| 2009 | Estrela do Carnaval     | Revelação (Mestre Thiago Diogo) | Grupo Especial | [ 76 ]         |
| 2009 | Troféu Rádio Manchete   | Revelação (Mestre Thiago Diogo) | Grupo Especial | [ 78 ]         |
| 2010 | Estrela do Carnaval     | Conjunto de fantasias | Grupo Especial | [ 76 ]         |
| 2010 | Troféu Rádio Manchete   | Ala ("Pedrock") | Grupo Especial | [ 79 ]         |
| 2010 | Plumas & Paetês         | Figurinista (Paulo Menezes) | Grupo Especial | [ 80 ]         |
| 2010 | Plumas & Paetês         | Costureira (Sandra Damasceno) | Grupo Especial | [ 80 ]         |
| 2011 | Tamborim de Ouro        | Enredo ("O sonho sempre vem pra quem sonhar...") | Grupo Especial | [ 81 ]         |
| 2011 | Troféu Jorge Lafond     | Personalidade (Sandra - Responsável pela ala de baianas) | Grupo Especial | [ 82 ]         |
| 2012 | Plumas & Paetês         | Iluminador (Luiz Antonio Silva Pereira) | Grupo Especial | [ 83 ]         |
| 2012 | Troféu Jorge Lafond     | Personalidade (Elaine Ribeiro - musa da escola) | Grupo Especial | [ 84 ]         |
| 2013 | Troféu Jorge Lafond     | Velha guarda | Série A        | [ 85 ]         |
| 2014 | S@mba-Net               | Enredo ("Majestades do samba, os defensores do meu pavilhão") | Série A        | [ 86 ] [ 87 ]  |
| 2014 | S@mba-Net               | Ala de passistas | Série A        | [ 86 ] [ 87 ]  |
| 2014 | Gato de Prata           | Ala de passistas | Série A        | [ 88 ]         |
| 2014 | Troféu Jorge Lafond     | Ala de passistas | Série A        | [ 89 ]         |
| 2014 | Troféu Jorge Lafond     | Mestre-sala (José Roberto) | Série A        | [ 89 ]         |
| 2014 | Troféu Apoteose         | Intérprete (Anderson Paz) | Série A        | [ 90 ]         |
| 2016 | S@mba-Net               | Intérprete (Anderson Paz) | Série A        | [ 91 ] [ 92 ]  |
| 2016 | S@mba-Net               | Comissão de frente (Coreógrafo responsável: Patrick Carvalho) | Série A        | [ 91 ] [ 92 ]  |
| 2016 | Estrela do Carnaval     | Comissão de frente (Coreógrafo responsável: Patrick Carvalho) | Série A        | [ 93 ]         |
| 2016 | SRZD-Carnaval           | Comissão de frente (Coreógrafo responsável: Patrick Carvalho) | Série A        | [ 94 ]         |
| 2016 | Troféu Sambista         | Comissão de frente (Coreógrafo responsável: Patrick Carvalho) | Série A        | [ 95 ] [ 96 ]  |
| 2016 | Troféu Jorge Lafond     | Porta-bandeira (Thaís Romi) | Série A        | [ 97 ]         |
| 2016 | Plumas & Paetês         | Carnavalesco (Jaime Cezário) | Série A        | [ 98 ]         |
| 2016 | Prêmio Machine          | Torcida organizada Garras do Tigre | Série A        | [ 99 ] [ 100 ] |
| 2019 | Passista Samba no Pé    | Ala de Passistas | Série A        | [ 101 ]        |
| 2020 | Plumas & Paetês         | Intérprete (Pitty de Menezes) | Série A        |                |
| 2022 | Estrela do Carnaval     | Mestre-Sala e Porta-Bandeira (Rodrigo França e Cintya Santos) | Série Ouro     |                |
| 2022 | Plumas e Paetês         | Mestre-Sala e Porta-Bandeira (Rodrigo França e Cintya Santos) | Série Ouro     |                |
| 2022 | Explosão in Samba       | Intérprete (Pitty de Menezes) | Série Ouro     |                |
| 2022 | Fala Galera Carna Insta | Intérprete (Pitty de Menezes) | Série Ouro     |                |
| 2022 | Gazeta do Rio           | Intérprete (Pitty de Menezes) | Série Ouro     |                |
| 2022 | Gato de Prata           | Intérprete (Pitty de Menezes) | Série Ouro     |                |
| 2022 | Troféu Tupi             | Intérprete (Pitty de Menezes) | Série Ouro     |                |
| 2022 | Feras da Sapucaí        | Porta-Bandeira (Cintya Santos) | Série Ouro     |                |
| 2022 | Gato de Prata           | Porta-Bandeira (Cintya Santos) | Série Ouro     |                |
| 2022 | Gazeta do Rio           | Carnavalesco (Annik Salmon) | Série Ouro     |                |
| 2022 | SRZD-Carnaval           | Ala de Passistas | Série Ouro     |                |
| 2022 | S@mba-Net               | Comissão de Frente (Coreógrafo: Paulo Pinna) | Série Ouro     |                |
| 2023 | Estrela do Carnaval     | Escola | Série Ouro     |                |
| 2023 | Explosão in Samba       | Escola | Série Ouro     |                |
| 2023 | Fala Galera Carna Insta | Escola | Série Ouro     |                |
| 2023 | Prêmio 100% Carnaval    | Escola | Série Ouro     |                |
| 2023 | SRZD-Carnaval           | Escola | Série Ouro     |                |
| 2023 | S@mba-Net               | Escola | Série Ouro     |                |
| 2023 | Troféu Sambario         | Escola | Série Ouro     |                |
| 2023 | Troféu Tupi             | Escola | Série Ouro     |                |
| 2023 | Estrela do Carnaval     | Samba-Enredo (Compositores: Vadinho, Zé Alex, Robinho Porto, Karina Porto, Rejane França, Claudinha Sing, Pedro Dentinho, Arnaldo Bigode, Celinho, Baiano, Marcão e Fábio LS) | Série Ouro     |                |
| 2023 | Fala Galera Carna Insta | Samba-Enredo (Compositores: Vadinho, Zé Alex, Robinho Porto, Karina Porto, Rejane França, Claudinha Sing, Pedro Dentinho, Arnaldo Bigode, Celinho, Baiano, Marcão e Fábio LS) | Série Ouro     |                |
| 2023 | SRZD-Carnaval           | Samba-Enredo (Compositores: Vadinho, Zé Alex, Robinho Porto, Karina Porto, Rejane França, Claudinha Sing, Pedro Dentinho, Arnaldo Bigode, Celinho, Baiano, Marcão e Fábio LS) | Série Ouro     |                |
| 2023 | Troféu Sambario         | Samba-Enredo (Compositores: Vadinho, Zé Alex, Robinho Porto, Karina Porto, Rejane França, Claudinha Sing, Pedro Dentinho, Arnaldo Bigode, Celinho, Baiano, Marcão e Fábio LS) | Série Ouro     |                |
| 2023 | Prêmio 100% Carnaval    | Enredo ("A Invenção da Amazônia") | Série Ouro     |                |
| 2023 | SRZD-Carnaval           | Enredo ("A Invenção da Amazônia") | Série Ouro     |                |
| 2023 | Fala Galera Carna Insta | Comissão de Frente (Coreógrafo: Paulo Pinna) | Série Ouro     |                |
| 2023 | Prêmio 100% Carnaval    | Comissão de Frente (Coreógrafo: Paulo Pinna) | Série Ouro     |                |
| 2023 | SRZD-Carnaval           | Comissão de Frente (Coreógrafo: Paulo Pinna) | Série Ouro     |                |
| 2023 | S@mba-Net               | Comissão de Frente (Coreógrafo: Paulo Pinna) | Série Ouro     |                |
| 2023 | Troféu Tupi             | Comissão de Frente (Coreógrafo: Paulo Pinna) | Série Ouro     |                |
| 2023 | Plumas & Paetês         | Comissão de Frente (Coreógrafo: Paulo Pinna) | Série Ouro     |                |
| 2023 | Feras da Sapucaí        | Ala de Passistas | Série Ouro     |                |
| 2023 | Estrela do Carnaval     | Ala de Baianas | Série Ouro     |                |
| 2023 | Prêmio 100% Carnaval    | Ala de Baianas | Série Ouro     |                |
| 2023 | SRZD-Carnaval           | Ala de Baianas | Série Ouro     |                |
| 2023 | S@mba-Net               | Ala de Baianas | Série Ouro     |                |
| 2023 | Fala Galera Carna Insta | Carnavalesco (Mauro Quintaes) | Série Ouro     |                |
| 2023 | Prêmio 100% Carnaval    | Carnavalesco (Mauro Quintaes) | Série Ouro     |                |
| 2023 | SRZD-Carnaval           | Carnavalesco (Mauro Quintaes) | Série Ouro     |                |
| 2023 | Fala Galera Carna Insta | Harmonia | Série Ouro     |                |
| 2023 | Explosão in Samba       | Melhor Conjunto Alegórico | Série Ouro     |                |
| 2023 | Prêmio 100% Carnaval    | Melhor Conjunto Alegórico | Série Ouro     |                |
| 2023 | S@mba-Net               | Melhor Conjunto Alegórico | Série Ouro     |                |
| 2023 | S@mba-Net               | Melhor Conjunto de Fantasias | Série Ouro     |                |
| 2024 | Fala Galera Carna Insta | Revelação (Mestre Pablo) | Grupo Especial |                |

## Segmentos

### Presidentes
| Presidentes                    | Mandato                    | Ref.    |
| ------------------------------ | -------------------------- | ------- |
| Haroldo Moreira                | 1978-1979                  | [ 102 ] |
| Jorair Ferreira                | 1980-1994                  | [ 102 ] |
| Ubervaldo Sérgio de Oliveira   | 1995                       | [ 102 ] |
| Nei Sebastião                  | 1996-1999                  | [ 102 ] |
| Eduardo Marbella               | 2000                       | [ 102 ] |
| Eduardo Carneiro Alves         | 2001                       | [ 102 ] |
| Eduardo Marbella               | 2001                       | [ 102 ] |
| Uberlan Jorge de Oliveira      | 2002-2010                  | [ 102 ] |
| Francisco José Marins Ferreira | 2011-agosto de 2012        | [ 102 ] |
| Janice Prist                   | Agosto a Outubro de 2012   | [ 103 ] |
| Paulo Santana                  | Outubro a novembro de 2012 | [ 104 ] |
| Fábio Montibelo                | 2012-2020                  | [ 105 ] |
| Godzilla                       | 2020-2024                  |         |
| Fabrício Montibelo             | 2024-presente              |         |

### Intérpretes
| Intérpretes       | Carnavais     | Ref.            |
| ----------------- | ------------- | --------------- |
| Wantuir           | 1995-1998     | [ 106 ]         |
| Ito Melodia       | 1999-2001     | [ 107 ]         |
| Preto Jóia        | 2002-2004     | [ 108 ]         |
| Luizinho Andanças | 2005-2011     | [ 109 ]         |
| Wander Pires      | 2012          | [ 110 ]         |
| Igor Vianna       | 2013          | [ 111 ]         |
| Anderson Paz      | 2014-2017     | [ 112 ]         |
| Luizinho Andanças | 2018-2019     | [ 109 ] [ 113 ] |
| Pitty de Menezes  | 2020-2022     | [ 22 ]          |
| Nêgo              | 2023          | [ 114 ]         |
| Wantuir           | 2024-presente | [ 114 ]         |

### Comissão de Frente
| Coreógrafos(as)                  | Carnavais     | Ref.                    |
| -------------------------------- | ------------- | ----------------------- |
| Nino Giovanetti                  | 1996-1999     | [ 115 ] [ 116 ]         |
| Oswald Berry                     | 2000          | [ 117 ] [ 118 ]         |
| Nino Giovanetti                  | 2002          | [ 119 ] [ 120 ]         |
| Amir Haddad                      | 2003          | [ 121 ]                 |
| Jaime Arôxa                      | 2004          | [ 122 ] [ 123 ]         |
| Renata Monnier                   | 2005-2006     | [ 124 ] [ 125 ]         |
| Roberto Lima                     | 2007          | [ 126 ] [ 127 ]         |
| João Paulo Machado               | 2008          | [ 128 ] [ 129 ]         |
| Regina Sauer                     | 2009          | [ 130 ] [ 131 ]         |
| Alice Arja                       | 2010-2011     | [ 132 ] [ 133 ]         |
| Regina Sauer                     | 2012          | [ 134 ] [ 135 ]         |
| Márcio Moura                     | 2013-2015     | [ 136 ] [ 137 ]         |
| Patrick Carvalho                 | 2016-2017     | [ 138 ]                 |
| Jardel Lemos                     | 2018          |                         |
| Márcio Moura                     | 2019          |                         |
| Carlinhos de Jesus e Karen Ramos | 2020          | [ 139 ] [ 140 ] [ 141 ] |
| Paulo Pinna                      | 2022-2023     |                         |
| Junior Scapin                    | 2024-2025     | [ 24 ]                  |
| Aline Kelly                      | 2026-presente | [ 142 ]                 |

### Mestre-Sala e Porta-Bandeira

#### Primeiro casal
| Primeiro casal                    | Carnavais     | Ref.            |
| --------------------------------- | ------------- | --------------- |
| Toninho e Andréia Alves           | 1997-2000     | [ 143 ] [ 117 ] |
| Toninho e Rute Alves              | 2001-2002     | [ 144 ] [ 119 ] |
| Rogério Rosa e Alessandra Chagas  | 2003-2005     | [ 121 ] [ 124 ] |
| Toninho e Alessandra Chagas       | 2006          | [ 125 ] [ 145 ] |
| Toninho e Patrícia Gomes          | 2007          | [ 127 ] [ 146 ] |
| Róbson Sensação e Ana Paula       | 2008          | [ 129 ] [ 147 ] |
| Diego Falcão e Alessandra Bessa   | 2009-2010     | [ 131 ] [ 148 ] |
| Diego Falcão e Denadir Garcia     | 2011          | [ 149 ] [ 150 ] |
| Fabrício Pires e Cristiane Caldas | 2012          | [ 151 ] [ 135 ] |
| Zé Roberto e Thais Romi           | 2013-2016     | [ 152 ]         |
| Marlon Lamar e Lucinha Nobre      | 2017          | [ 153 ]         |
| Rodrigo França e Cintya Santos    | 2018-2022     | [ 141 ]         |
| Rodrigo França e Laryssa Victória | 2023          | [ 154 ]         |
| Rodrigo França e Denadir Garcia   | 2024          | [ 155 ]         |
| Rodrigo França e Pietra Brum      | 2025          |                 |
| Rodrigo França e Joyce Santos     | 2026-presente |                 |

#### Segundo casal
| Segundo casal                          | Carnavais | Ref.                    |
| -------------------------------------- | --------- | ----------------------- |
| Rogério Rosa e Jane da Silva           | 1997-2000 | [ 143 ] [ 117 ]         |
| Rogério Rosa e Alessandra Chagas       | 2001      | [ 144 ]                 |
| Eduardo Ferreira e Alessandra Chagas   | 2002      | [ 119 ]                 |
| Eduardo Ferreira e Priscila Domingues  | 2004-2005 | [ 122 ] [ 124 ]         |
| Vinícius Santana e Priscila Domingues  | 2006-2008 | [ 125 ] [ 127 ] [ 129 ] |
| Marcinho Simpatia e Priscila Domingues | 2009      | [ 131 ]                 |
| Rodrigo França e Vanessa Mota          | 2010      | [ 148 ]                 |
| Rodrigo França e Daniella Soares       | 2011      | [ 149 ]                 |
| Rodrigo França e Thais Romi            | 2012      | [ 135 ]                 |
| Rodrigo França e Cintya Santos         | 2013-2017 | [ 43 ] [ 47 ]           |
| Fabian Fernandes e Barbara Verçosa     | 2018      | [ 156 ]                 |
| Jhony Matos e Alana Couto              | 2019      | [ 157 ]                 |
| Johny Matos e Pietra Brum              | 2020      | [ 158 ] [ 159 ]         |
| Fellipe Mendes e Pietra Brum           | 2022      |                         |
| Pedro Figueiredo e Gabriela Monerat    | 2023      |                         |
| Johny Matos e Pietra Brum              | 2024      |                         |
| Johny Matos e Joyce Santos             | 2025      |                         |

#### Terceiro casal
| Terceiro casal                      | Carnavais | Ref.            |
| ----------------------------------- | --------- | --------------- |
| Rodrigo França e Vanessa Mota       | 2007-2008 | [ 127 ] [ 129 ] |
| Pedro Figueiredo e Gabriela Monerat | 2022      | [ 160 ]         |
| Pedro Figueiredo e Joyce Santos     | 2024      | [ 155 ]         |

### Bateria

#### Mestres
| Mestres de bateria | Carnavais     | Ref.    |
| ------------------ | ------------- | ------- |
| Cosme              | 1997-200      |         |
| Marcinho           | 2001-2006     |         |
| Mestre Louro       | 2007-2008     |         |
| Thiago Diogo       | 2009-2013     | [ 161 ] |
| Barrão             | 2014          | [ 162 ] |
| Celinho            | 2015-2016     | [ 163 ] |
| Pablo              | 2017-presente | [ 141 ] |

#### Rainhas
| Rainhas de bateria | Carnavais     | Ref.                    |
| ------------------ | ------------- | ----------------------- |
| Cláudia Mauro      | 1994-2000     |                         |
| Kétula Mello       | 2001-2004     | [ 164 ]                 |
| Solange Gomes      | 2004-2005     |                         |
| Elaine Ribeiro     | 2006-2007     |                         |
| Angela Bismarchi   | 2007-2008     |                         |
| Valesca Popozuda   | 2009-2010     | [ 165 ]                 |
| Ellen Rocche       | 2011-2012     | [ 166 ]                 |
| Alessandra Mattos  | 2013          | [ 167 ]                 |
| Bianca Leão        | 2014-2015     | [ 168 ] [ 169 ] [ 170 ] |
| Verônica Araújo    | 2016          | [ 171 ] [ 47 ]          |
| Kétula Mello       | 2017          | [ 164 ]                 |
| Dany Storino       | 2018          | [ 156 ]                 |
| Kamila Reis        | 2019-2020     | [ 141 ]                 |
| Tati Minerato      | 2022-2024     | [ 172 ] [ 173 ] [ 174 ] |
| Andrea de Andrade  | 2025-presente |                         |

### Direção de Carnaval
| Diretores de carnaval                                                     | Carnavais     | Ref.    |
| ------------------------------------------------------------------------- | ------------- | ------- |
| Dejahyr dos Santos                                                        | 1997-1998     |         |
| Jorginho Harmonia                                                         | 1999-2001     |         |
| Eugênio Abreu                                                             | 2002          |         |
| Arthur Varella                                                            | 2003          |         |
| Jorginho Harmonia                                                         | 2004          |         |
| Ricardo Fernandes                                                         | 2005          |         |
| Gilson Nunes                                                              | 2006          |         |
| Comissão de Carnaval                                                      | 2007-2009     |         |
| Moisés Carvalho                                                           | 2010          |         |
| Amauri de Oliveira                                                        | 2011-2012     |         |
| Fábio Montibello, Miguel Sobrinho e Paulo Brandão                         | 2013          | [ 161 ] |
| Fábio Montibello, Miguel Sobrinho, Paulo Brandão e Amauri de Oliveira     | 2014          | [ 162 ] |
| Paulo Brandão                                                             | 2015          | [ 163 ] |
| Miguel Sobrinho, Amauri de Oliveira, Godzila, Paulo Brandão e Alex Santos | 2016-2017     |         |
| Júnior Cabeça                                                             | 2018          | [ 156 ] |
| Aluízio Mendonça e Junior Cabeça                                          | 2019          |         |
| Júnior Cabeça                                                             | 2020          | [ 141 ] |
| Aluízio Mendonça                                                          | 2022-presente |         |

### Direção de Harmonia
| Diretores de harmonia                         | Carnavais | Ref.            |
| --------------------------------------------- | --------- | --------------- |
| Jorginho Harmonia                             | 1997      |                 |
| Maurício Fernandes                            | 1998      |                 |
| Jorginho Harmonia                             | 1999-2001 |                 |
| Vlaudemir Candimba                            | 2002      |                 |
| Jorginho Harmonia                             | 2003      |                 |
| Gilson Nunes                                  | 2004-2006 |                 |
| Amauri de Oliveira                            | 2007      |                 |
| Marcelo Varanda                               | 2008-2009 |                 |
| Guilherme Nóbrega                             | 2010      |                 |
| Amauri de Oliveira                            | 2011      |                 |
| Diego Marins e Aluízio Mendonça               | 2012      |                 |
| Vanderlei Borges                              | 2013      | [ 161 ]         |
| Amauri de Oliveira                            | 2014-2018 | [ 162 ] [ 163 ] |
| Luiz Borges e Miguel Júnior                   | 2019      |                 |
| Aluízio Mendonça, Luiz Borges e Miguel Júnior | 2020      | [ 141 ]         |
| Luiz Borges, Ivan Brasil e Miguel Júnior      | 2022-2023 |                 |
| Amauri de Oliveira                            | 2024      | [ 23 ]          |
| Aluízio Mendonça e Luiz Borges                | 2025      |                 |